# Santo Antônio de Goiás
Santo Antônio de Goiás é um município brasileiro do estado de Goiás. Sua população conforme senso do IBGE é de 7.386 habitantes em 2022.
No dia 5 de dezembro de 1990, o Exmo. Srº Governador do estado Henrique Santilo sancionou a Lei nº 11.360, elevando a categoria de Município o Distrito de Santo Antônio, que passou a ter o topônimo de Santo Antônio de Goiás, conforme publicação no diário oficial de Goiás, terça-feira, 11 de dezembro de 1990. A cidade teve sua origem em 1947 como vilarejo, depois distrito, sendo posteriormente nominado de Santo Antônio de Goiás.

## Geografia

### Clima
Segundo dados da Empresa Brasileira de Pesquisa Agropecuária (Embrapa), a temperatura mínima registrada em Santo Antônio de Goiás foi de 4,5 °C, ocorrida no dia 18 de julho de 2000, enquanto que a máxima foi de 37,7 °C, observada no dia 18 de outubro de 2007. O maior acumulado de chuva registrado na cidade em 24 horas foi de 107,1 mm, em 31 de março de 1997.